# Wilbur Wright
Wilbur Wright (Millville, Indiana; 16 de abril de 1867-Dayton, Ohio; 30 de mayo de 1912) fue un empresario, aviador, ingeniero e inventor estadounidense. Él y su hermano Orville, conocidos como los hermanos Wright, fundaron una fábrica de bicicletas en 1892. Más tarde construirían planeadores, y se los considera pioneros de la aviación.
Tomando como punto de partida los estudios del ingeniero alemán Otto Lilienthal y de Octave Chanute, sobre los principios del vuelo empezaron a construir sus propios planeadores a partir de septiembre de 1900, en Kill Devil Hills, cerca de Kitty Hawk, Carolina del Norte.
Ingeniosos, observadores y metódicos, hicieron grandes avances, experimentando los efectos de la presión del aire en más de 200 superficies de alas. En 1902, tras ejecutar más de 1000 vuelos con un nuevo planeador confirmaron sus datos de Kitty Hawk. Pronto obtuvieron sus primeras patentes sobre sistemas de estabilización y control de planeadores.
En 1903 construyeron su primera hélice según cálculos originales, un 35% más efectiva que otras hélices fabricadas hasta entonces. A continuación construyeron un avión de 337 kg con un motor de 12 CV. El 17 de diciembre de 1903, en Kitty Hawk, realizaron sus primeros vuelos propulsados, que en contra de la creencia popular, no fueron los primeros vuelos propulsados de la historia. El francés Clément Ader, el alemán Karl Jatho y el neozelandés Richard Pearse, consiguieron hacer volar aeronaves más pesadas que el aire, impulsadas por motores de combustión interna, con anterioridad a los hermanos Wright.
A pesar de la falta de apoyo, se dedicaron al desarrollo de máquinas y aviones mejores.
En 1908 Wilbur Wright batió nuevas marcas de distancia y altitud de vuelo en Francia. Este mismo año los Wright firmaron un contrato con el Servicio de Transmisiones de los Estados Unidos para producir un avión que pudiera volar durante 10 minutos a una velocidad de 64 km/h. Después, recorrieron Europa, donde les rindieron honores. A su regreso a Estados Unidos en 1909, recibieron más homenajes. Wilbur fue presidente de la Wright Company. Murió el día 30 de mayo de 1912 en Dayton.